# Axel Dellwik
Axel Dellwik, född 3 januari 1866 i Säbrå församling, Västernorrlands län, död 11 mars 1959, var en svensk ingenjör. Han var son till Carl Dellwik.
Dellwik avlade sjöofficersexamen 1886 och bergsingenjörsexamen 1889, var gruvingenjör vid Persbergs gruvor 1890–1893. Han var därefter förste gruvingenjör vid Luossavaara-Kirunavaara AB:s gruvor i Malmberget 1893–1912, gruvförvaltare vid Dannemora gruvor 1912 och disponent där 1913–1927.